# HMS Agamemnon (1906)
Pour les autres navires du même nom, voir HMS Agamemnon.
Le HMS Agamemnon est un cuirassé pré-Dreadnought de classe Lord Nelson construit pour la Royal Navy en 1906. Il participe à la bataille des Dardanelles durant la Première Guerre mondiale, avant d'être transformé en navire cible en 1923 puis vendu pour démolition quatre ans plus tard.

## Histoire
Lors de sa mise en service en juin 1908, l'Agamemnon rejoint la Nore Division de la Home Fleet. Il rejoint temporairement la 4e Escadre de bataille en septembre 1913, avant de rejoindre la 5e dans la Manche lorsque la Première Guerre mondiale éclate. En février 1915, le cuirassé est envoyé avec son sister-ship le Lord Nelson au détroit des Dardanelles afin d'y soutenir la flotte de l'amiral Carden aux prises avec la marine ottomane dans le détroit des Dardanelles. Le navire prend ainsi part à la bataille des Dardanelles, durant laquelle il encaisse plus de cinquante projectiles.
Le 5 mai 1916, l'Agamemnon abat le Zeppelin LZ 85 à Salonique. Le cuirassé y reste basé pour le reste de la guerre avec son sister-ship, alternant avec le port de Moudros, en vue de bloquer le croiseur de bataille SMS Goeben lors d'une éventuelle sortie. Celle-ci aura lieu en janvier 1918, mais aucun des deux cuirassés britanniques n'est présent. L'armistice turque est signé à son bord avant que le cuirassé ne rejoigne Chatham en février 1919.
En avril 1923, l'Agamemnon est converti en navire cible radiocommandé. Le cuirassé est finalement relevé par le HMS Centurion en décembre 1926. Le 24 janvier 1927, il est vendu pour démolition à John Cashmore Ltd, à Newport.